# Projet Yocto
Le projet Yocto est un projet collaboratif orienté open source et encouragé par la Fondation Linux, dans le but de proposer des outils libres pour favoriser l'émergence de distributions Linux sur les appareils embarqués. Annoncé en 2010, il regroupe plus d'une vingtaine d'organisations, dont OpenEmbedded.

## Fonctionnement
En octobre 2018, la holding ARM s'engage dans un partenariat avec Intel pour partager du code afin de favoriser les distributions embarquées dans le cadre du projet Yocto.
Certains fabricants d'électronique spécialisée dans les équipements embarqués, comme Wind River, proposent un accompagnement sur les outils Yocto.
Les outils Yocto ont un cycle de mise à jour tous les six mois. À contrario des mises à jour classiques, d'une validité d'un an, la version LTS propose un support de cinq ans.